# 衣川閑斎
衣川閑斎(きぬがわ かんさい、1769年 - 1847年11月2日)は、日本の儒学者。福山藩儒。福山藩校 弘道館館長。名は吉蔵、字は廣皓、号は閑斎または白桃軒。

## 経歴
1769年（明和6年)、備後国深津郡川口村(現在の福山市川口町)に生まれた。笠岡の医者、進藤養節の養子となる。
1786年（天明6年）、福山藩畳奉行の衣川治兵衛の養子となる。
1793年（寛政5年）、福山藩校弘道館掛になる。
1809年（文化6年）、福山藩儒に任じられる。
1831年（天保2年）、福山藩校弘道館館長になる。
1847年（弘化4年11月2日）、死去。福山の妙政寺に葬られる。
閑斎は文をよくしたが、漢詩に対しては否定的であった。福山藩領内の各地に招かれて孝道を講じた。また、閑斎の養子は福山藩校誠之館教授の衣川作蔵(実父は福山藩士 沖与治兵衛武賈)である。